# Muzyk

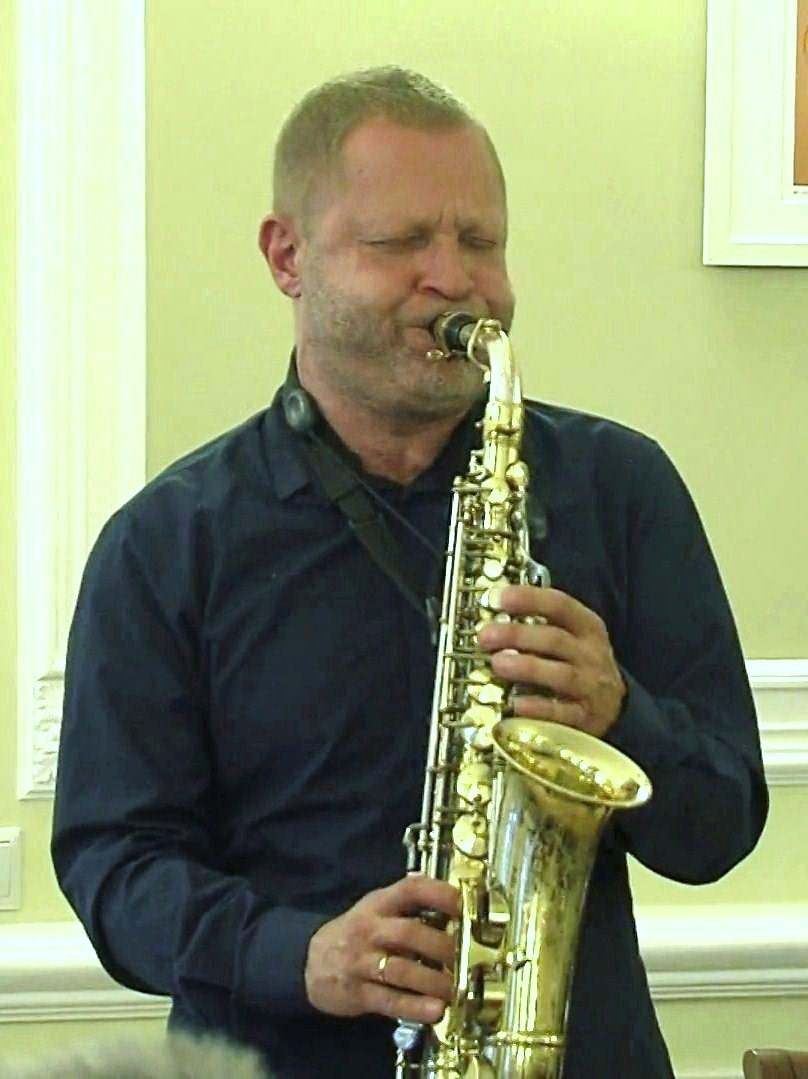
Muzyk

Muzyk – osoba zajmująca się wykonywaniem lub tworzeniem muzyki.
Wykonawca muzyczny posiada jedną lub wiele specjalności, takich jak instrumentalista, wokalista czy dyrygent. Tworzeniem muzyki zajmuje się kompozytor, aranżer, producent muzyczny, Muzyk do swej pracy wykorzystuje m.in. instrumenty muzyczne, głos ludzki, głosy zwierząt, inne efekty akustyczne (np. uderzanie młotem w kowadło) czy też technologie komputerowe.
Określenie „muzyk” nie odnosi się do rodzaju wykształcenia kierunkowego. Dotyczy muzyków posiadających dyplom szkoły muzycznej, wyższej uczelni muzycznej, kursów zawodowych oraz muzyków samouków. Muzycy, którzy osiągneli umiejętności muzyczne metodą samokształcenia lub kształcenia nieformalnego nazywani są muzykantami.

## Kształcenie muzyków w Polsce

### I stopień kształcenia
W Polsce instytucjonalne kształcenie muzyków przebiega stopniowo. Pierwszym – niezwiązanym jeszcze ściśle z pojęciem muzykowania jako zawodu jest kształcenie w szkołach muzycznych I stopnia (których szczególnym rodzajem są ogólnokształcące szkoły muzyczne I stopnia). Oprócz nauczania podstawowych umiejętności w muzyce celem szkoły jest przygotowanie do dalszego kształcenia w szkołach II stopnia.

### II stopień kształcenia
Drugim etapem kształcenia – ściśle już związanym z pojęciem zawodu muzyka jest kształcenie w szkołach muzycznych II stopnia (i odpowiednio w ogólnokształcących szkołach II stopnia). Szkoły te są de facto szkołami zawodowymi – po ich ukończeniu otrzymuje się bowiem dyplom zawodowy w zawodzie muzyk o specjalnościach: instrumentalista, wokalista, a także nauczyciel rytmiki oraz innych, w zależności od specjalności nauczanych w danej szkole. W odróżnieniu od innych szkół zawodowych egzamin zdaje się przed Państwową Komisją Egzaminacyjną złożoną z nauczycieli powołanych przez dyrektora placówki.
Dyplom szkoły muzycznej II stopnia był do końca lat 90. warunkiem niezbędnym do podjęcia studiów na uczelniach muzycznych.

### Kształcenie artystów muzyków w Polsce
Ostatnim – i najbardziej profesjonalnym – etapem kształcenia, zwieńczonym uzyskaniem tytułu artysty muzyka, są studia muzyczne na jednej z uczelni muzycznych w Polsce.
Studia muzyczne – w świetle obowiązującego w całym szkolnictwie wyższym w Polsce prawa – dzielą się na etapy:
- studia I stopnia – dawniej: studia licencjackie – zakończone uzyskaniem wykształcenia wyższego zawodowego i tytułu zawodowego licencjata,
- studia II stopnia – dawniej: studia uzupełniające magisterskie – zakończone uzyskaniem wykształcenia wyższego magisterskiego i tytułu zawodowego magistra oraz prawo do posługiwania się tytułem artysta muzyk[1],
- studia III stopnia – inaczej – studia doktoranckie – zakończone uzyskaniem stopnia naukowego doktora sztuki (do 2003 roku: kwalifikacji I stopnia).

## Artysta muzyk jako zawód

### Zadania
Według Przewodnika po zawodach przygotowanego przez Ministerstwo Gospodarki, Pracy i Polityki Społecznej praca artysty muzyka polega głównie na wykonywaniu publicznym utworów muzycznych, także poprzez nagrywanie ich za pośrednictwem przemysłu fonograficznego. Przewodnik wyróżnia specjalności: instrumentalistów, wokalistów oraz chórmistrzów. Osobną kategorią jest muzyk-instruktor będący nauczycielem i prowadzący zajęcia z gry na danym instrumencie.

### Zagrożenia i wymagania zdrowotne
Z wykonywaniem zawodu wiążą się zagrożenia związane z nadmiernym obciążaniem wybranych układów i organów organizmu: np. przewlekłe choroby narządu głosu, choroby kręgosłupa (m.in. u skrzypków czy pianistów). U muzyków grających na instrumentach dętych częstą dolegliwością jest rozedma płuc. Czynnikiem uciążliwym w pracy jest – ze względu na jej charakter – hałas.
Praca artysty muzyka zalicza się do prac lekkich, wymagane są jednak – ogólna dobra sprawność fizyczna, dobry lub bardzo dobry słuch, dobra wydolność układu mięśniowego, oddechowego oraz narządu głosu. Do istotnych pożądanych cech psychologicznych zalicza się dobrą pamięć (konieczną do wykonywania utworów z pamięci), zdolność koncentracji w warunkach obciążenia emocjonalnego, odporność na stres, samokontrola, a także – w przypadku muzyków zespołowych – umiejętność komunikacji i pracy w grupie.